# Oinville-sur-Montcient

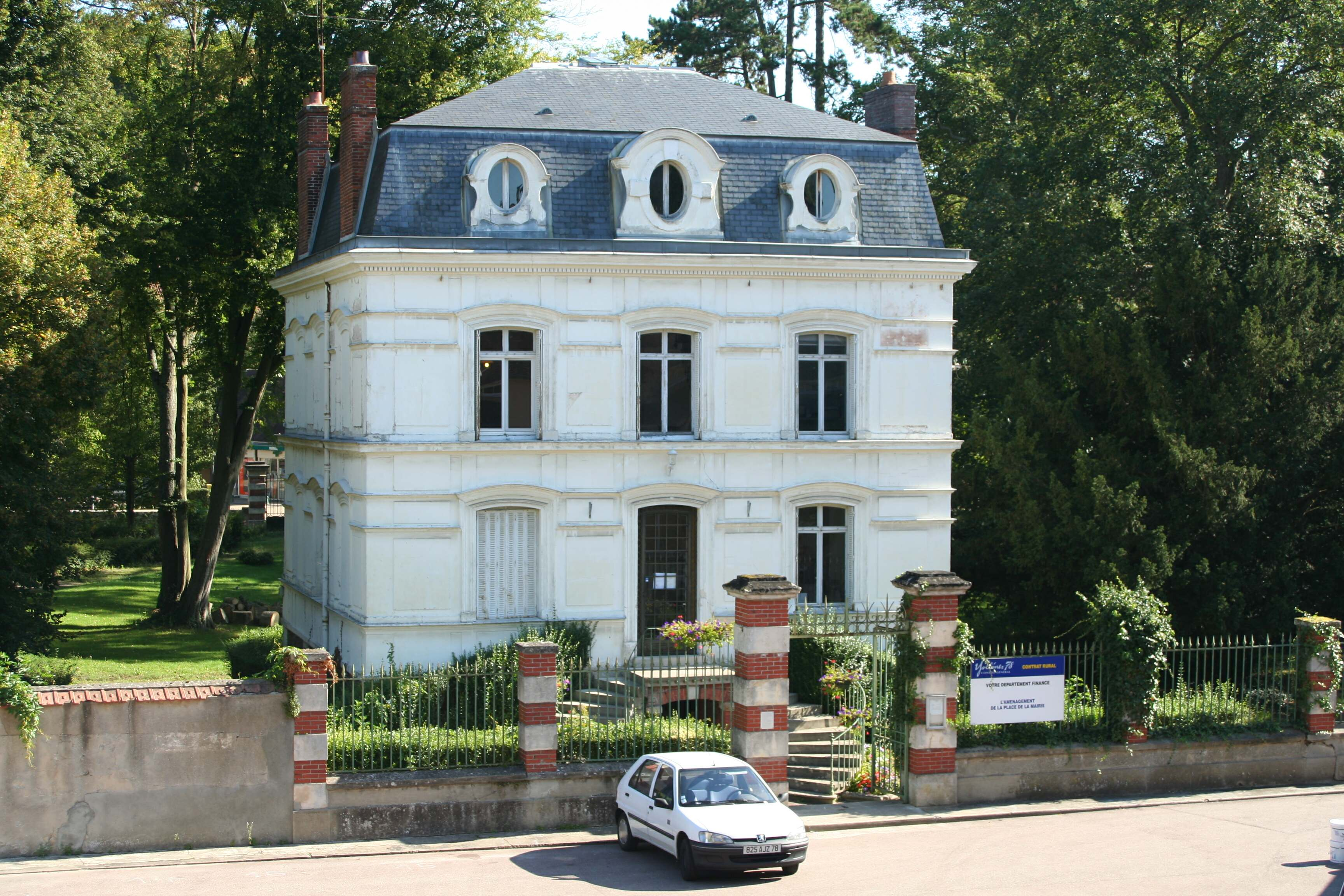
Budynek merostwa

Oinville-sur-Montcient – miejscowość i gmina we Francji, w regionie Île-de-France, w departamencie Yvelines nad rzeką Montcient.
Według danych na rok 1999 gminę zamieszkiwało 1.131 osób, a gęstość zaludnienia wynosiła 292 osób/km² (wśród 1287 gmin regionu Île-de-France Oinville-sur-Montcient plasuje się na 649. miejscu pod względem liczby ludności, natomiast pod względem powierzchni na miejscu 761.).